# Fabio Carpi
Fabio Carpi (Milánó, 1925. január 19. – Párizs, 2018. december 26.) olasz filmrendező, forgatókönyvíró.

## Filmjei
- Uma Pulga na Balança (1953)
- Fehérek és feketék (Sinhá Moça) (1953)
- Nehéz szerelem (L'amore difficile) (1962)
- Elmaradt vallomás (La costanza della ragione) (1964)
- Boszorkányok (Le streghe) (1967)
- Az élethez túl sok (Troppo per vivere... poco per morire) (1967)
- Odüsszeia (Odissea) (1968, tv-film)
- Meztelennek látom (Vedo nudo) (1969)
- Corpo d'amore (1972, rendező is)
- A békesség kora (L'età della pace) (1975, rendező is)
- Il quartetto Basileus (1983, rendező is)
- Le ambizioni sbagliate (1983, tv-film, rendező is)
- Barbablù, Barbablù (1987, rendező is)
- L'amore necessario (1991, rendező is)
- La prossima volta il fuoco (1993, rendező is)
- Homérosz: Öregkori önarckép (Nel profondo paese straniero) (1997, rendező is)
- Nobel (2001, rendező is)
- Le intermittenze del cuore (2003, rendező is)
- A Hold és a csillagok (The Moon and the Stars) (2007)

## Díjai
- Bagutta-díj (1999)